# Mistrzostwa Polski w kolarstwie przełajowym 1966
Mistrzostwa Polski w kolarstwie przełajowym 1965 odbyły się w Łodzi.

## Wyniki
- Czesław Polewiak (LZS Nowogard)[1]
- Franciszek Surmiński (LZS Opole)
- Roman Butkiewicz (LZS Szczecin)